# Pterodroma magentae
Pterodroma magentae là một loài chim trong họ Procellariidae.